# Pallasteatern
Pallasteatern var en teater på Kungsgatan 19 i Göteborg som öppnade den 14 januari 1929. Året därpå ändrades namnet till Apollo-teatern.